# ۴-دی‌متیل‌آمینوپیریدین
۴-دی‌متیل‌آمینوپیریدین (به انگلیسی: 4-Dimethylaminopyridine) با فرمول شیمیایی C۷H۱۰N۲ یک ترکیب شیمیایی با شناسه پاب‌کم ۱۴۲۸۴ است. که جرم مولی آن ۱۲۲٫۱۷ g/mol می‌باشد. 